# Gary Collins
Gary Ennis Collins (Venice, California, 30 de abril de 1938 - Biloxi, Misisipi, 13 de octubre de 2012) fue un actor de cine y televisión estadounidense.

## Biografía
Collins nació en Venice, California, su madre fue camarera y trabajadora en una fábrica. Después de estudiar en Santa Monica City College, se alistó en el Ejército de los Estados Unidos y sirvió en Europa, trabajando en la Radio y Televisión de La Red de las Fuerzas Armadas.
Coprotagonizó, junto con Jack Warden y Mark Slade, la serie de 1965 The Wackiest Ship in the Army. También coprotagonizó con Dale Robertson y Robert Random la serie de 1966-68 The Iron Horse, la serie de televisión de 1972 The Sixth Sense, como el parapsicólogo Dr. Michael Rhodes, y la serie de 1974 Born Free como el conservacionista George Adamson.

## Filmografía

### Cine
| Año  | Título                                        | Personaje               | Notas         |
| ---- | --------------------------------------------- | ----------------------- | ------------- |
| 1962 | The Pigeon That Took Rome                     | Major Wolff             |               |
| 1962 | King Kong vs. Godzilla                        | Submariner              | No acreditado |
| 1962 | The Longest Day                               | Officer On Bridge       | No acreditado |
| 1965 | Stranded                                      | Bob                     |               |
| 1969 | Angel in My Pocket                            | Art Shields             |               |
| 1970 | Airport                                       | Cy Jordan               |               |
| 1979 | Killer Fish                                   | Tom                     |               |
| 1980 | Hangar 18                                     | Steve Bancroft          |               |
| 1998 | Watchers Reborn                               | Gus Brody               |               |
| 1998 | The Jungle Book: Search for the Lost Treasure | Profesor Warren Miller  |               |
| 2000 | Beautiful                                     | Miss American Miss Host |               |

### Televisión
| Año  | Título                                  | Personaje         | Notas                  |
| ---- | --------------------------------------- | ----------------- | ---------------------- |
| 1970 | Quarantined                             | Dr. Larry Freeman | Película de televisión |
| 1972 | Getting Away from It All                | Mark Selby        | Película de televisión |
| 1974 | Houston, We've Got a Problem            | Tim Cordell       | Película de televisión |
| 1977 | Roots                                   | Grill             | Miniserie (Parte III)  |
| 1977 | The Night They Took Miss Beautiful      | Paul Fabiani      | Película de televisión |
| 1978 | The Young Runaways                      | Ten. Ray Phillips | Película de televisión |
| 1978 | Fantasy Island                          | Bill Jordan       | Miniserie              |
| 1979 | The Kid From Left Field                 | Pete Sloane       | Película de televisión |
| 1980 | The Secret of Lost Valley               | Ned Harkness      | Película de televisión |
| 1981 | Jacqueline Susann's Valley of the Dolls | Kevin Gilmore     | Miniserie              |
| 1992 | Secrets                                 | Zack Taylor       | Película de televisión |
| 1994 | Bandit Bandit                           | Governor Denton   | Película de televisión |

## Premios
- Outstanding Host Or Hostess In A Talk Or Service Series por 'Hour Magazine' (1980) – Ganador.
- Estrella en el Paseo de la Fama de Hollywood.
- Premio Emmy por Outstanding Talk Show Host (1983).